# Cedric Christille
Cedric Christille (n. 7 ianuarie 1999, Aoste, Valle d'Aosta, Italia) este un biatlonist ce a reprezentat Italia. A participat la Jocurile Olimpice de Tineret din 2016 în care a câștigat o medalie de bronz.